# ویکرز واگابوند
ویکرز واگابوند (به انگلیسی: Vickers Vagabond) یک هواپیمای ساختِ کارخانهٔ ویکرز در کشور بریتانیا است. این هواپیما برای نخستین بار در ۱۹۲۴ میلادی مورد استفاده قرار گرفت.